# Меденин (област)
Меденин (на арабски: ولاية مدنين‎) е една от 24-те области (вилаети) на Тунис. Разположена е в югоизточната част на страната и има излаз на Средиземно море. Площта на област Меденин е 8588 км², а населението е около 443 000 души (2004). Столица на областта е град Меденин.